# Codonanthopsis hubneri
Codonanthopsis hubneri är en tvåhjärtbladig växtart som beskrevs av Rudolf Mansfeld. Codonanthopsis hubneri ingår i släktet Codonanthopsis och familjen Gesneriaceae. Inga underarter finns listade i Catalogue of Life.